# 内野欣
内野 欣（うちの よし、1931年（昭和6年）12月25日 - 2005年（平成17年）11月27日）は、昭和から平成時代前期の政治家。埼玉県入間郡鶴ヶ島町長、鶴ヶ島市長。

## 経歴
埼玉県入間郡鶴ヶ島村（鶴ヶ島町を経て、現鶴ヶ島市）出身。埼玉県飯能実業学校を卒業し、鶴ヶ島町役場に奉職する。同総務課長、企画財政課長、坂戸、鶴ヶ島水道企業団事務局長、鶴ヶ島町助役を経て、1989年（平成元年）鶴ヶ島町長に就任。1991年（平成3年）市制施行に伴い鶴ヶ島市長に就任し1993年（平成5年）引退した。